# Gesellschaftstypen nach Giddens
Den Versuch, menschliche Gesellschaften zu klassifizieren, also Gesellschaftstypen aufzustellen, haben zahlreiche Sozialwissenschaftler unternommen. Die meisten neueren Ansätze stützen sich auf eine historisch fundierte Typenlehre, so wie jüngst die Aufstellung von Anthony Giddens (Soziologie, 1999), die hier dargestellt wird.
Unter älteren Ansätzen gewann bereits die protosoziologische marxistische Typologie der Klassengesellschaften großen Einfluss. Sozialwissenschaftlich wirkungsvoll wurde dann die Einteilung nach Karl Bücher (in Die Entstehung der Volkswirtschaft).

## Gesellschaftstypen nach Giddens

### Die frühesten Gesellschaften: Jäger und Sammler

#### Zeitraum
Der Zeitraum ihres Bestehens erstreckt sich von vor 50.000 Jahren bis heute. Jäger und Sammler sind heute noch in den Gebieten des brasilianischen Dschungels oder auf Neuguinea zu finden (vgl. Wildbeuter). Durch die zunehmende globale Ausbreitung der westlichen Kultur verschwinden die Jäger und Sammler zunehmend. (Hier werden zumeist sehr von Giddens abweichende Zeiträume veranschlagt, nämlich von diesseits des Tier-Mensch-Übergangsfeldes vor ca. fünf Millionen Jahren bis zum Ende des Mesolithikums.)

#### Soziale Merkmale
Jäger- und Sammler leben in kleinen Gruppen oder Stämmen mit festen Territorien. Ihre Gemeinschaften umfassen ungefähr 30 bis 40 Leute, die zusammen leben und arbeiten. Den Lebensunterhalt sichern sie durch Jagen, Fischen und Sammeln von wild wachsenden Pflanzen. Im Leben der Jäger und Sammler herrscht genaue Arbeitsteilung zwischen Männern und Frauen. Ihre materiellen Güter beschränken sich auf Waffen für die Jagd, Werkzeuge für das Graben und Bauen, Fallen und Kochutensilien.
Verglichen mit größeren Gesellschaften gibt es bei den Jägern und Sammlern nur wenig soziale Ungleichheit. Es gibt keine Unterscheidung zwischen Arm und Reich. Unterschiede des (sozialen) Ranges ergeben sich nur auf Grund des Alters und des Geschlechts. Den ältesten und erfahrensten Männern kommt der meiste Respekt der Gruppe zu, weshalb sie auch üblicherweise die wichtigen Entscheidungen treffen.

#### Jäger und Sammler – die ursprünglichen Überflussgesellschaften?
Der Ethnologe Marshall Sahlins nennt die Gemeinschaften der Jäger und Sammler die "ursprünglichen Überflussgesellschaften", weil er vermutet, dass sie im Durchschnitt weniger durch ihre Arbeit in Anspruch genommen wurden als heutzutage Angestellte durch die Erwerbsarbeit. Allerdings legten die Jäger und Sammler keinen Wert auf Wohlstand. Sobald die Grundbedürfnisse befriedigt waren, wandten sie sich zeremoniellen und rituellen Aktivitäten zu.
Die meisten Jäger- und Sammlergesellschaften, die heute noch existieren, wurden aus fruchtbaren Gebieten vertrieben, sind auf unwirtliche, karge Gebiete zurückgedrängt und leben oft an der Grenze zum Verhungern.

### Weidegesellschaften

#### Zeitraum
Vor ca. 20.000 Jahre begannen einige Gruppen der Jäger und Sammler mit
der Aufzucht von „Haustieren“ (= Weidegesellschaft). Die Weidegesellschaften bestehen seit ca. 12.000 Jahren und sind heute noch als Teile größerer Staaten z. B. in Afrika oder Zentralasien auffindbar.

#### (Soziale) Merkmale
Weidegesellschaften existieren oft in Regionen mit dichtem Grasbewuchs, in Wüsten oder Bergen. Diese Regionen eignen sich nicht zum Ackerbau, jedoch zur Aufzucht von Tieren. In Weidegesellschaften werden (gebietsabhängig) Tiere wie z. B. Rinder, Schafe, Ziegen, Kamele oder Pferde gezüchtet. Sie dienen der Gemeinschaft als Lebensunterhaltssicherung.
Die Menschen sind auf Grund der Jahreszeiten genötigt, zwischen verschiedenen Gebieten hin und her zu wandern – vgl. dazu Nomaden. Durch die Tiere als Transportmittel ist es ihnen im Gegensatz zu den Jägern und Sammlern möglich, weite Distanzen zu überwinden. Da durch die Tiere eine konstante Nahrungsquelle gegeben ist, besteht die Gesellschaft aus wesentlich mehr Mitgliedern (bis zu einer Viertelmillion), als die der Jäger und Sammler.
Als Folge der Gebietsdurchwanderung und somit dem Zusammentreffen verschiedener Gruppen treten die ersten „Handelsbeziehungen“ auf. Diese Zusammentreffen konnten unter Umständen auch zu Kriegen führen (vgl. Reitervölker).
In der Weidegesellschaft entsteht bedingt durch den Besitz (Tiere) eine starke soziale Ungleichheit. Die Gruppe wird von einem Häuptling oder einem kriegerischen König regiert.

### Agrargesellschaften

#### Zeitraum
Agrargesellschaften bestehen ebenfalls seit ca. 12.000 Jahren (vgl. Neolithische Revolution) und zu geringen Teilen auch heute noch. Jedoch haben sie ihren spezifischen Charakter verloren, da sie heute Teil größerer politischer Einheiten geworden sind.

#### (Soziale) Merkmale
Agrargesellschaften sind sesshaft und beruhen auf kleinen Gemeinschaften, auf ländlichem Gebiet, oder in kleinen Städten. Ihr Lebensunterhalt wird durch die Landwirtschaft sowie durch Jagen und Sammeln gesichert. Im Vergleich zu den Jägern und Sammlern besitzen Agrargesellschaften mehr materielle Güter. Durch die Sesshaftigkeit lassen sich regelmäßige Handelswege und politische Handelsbeziehungen aufbauen. Auch in der Agrargesellschaft lässt sich, wie bei der Weidegesellschaft kriegerisches Verhalten finden, weil ihre Vorratshaltung Raubzüge gegen sie motiviert.
Auch die Agrargesellschaften sind durch „soziale“ Ungleichheiten gekennzeichnet und sie werden von Häuptlingen beherrscht.

### Traditionelle Staaten oder Zivilisation

#### Zeitraum
Das Bestehen der traditionellen Staaten erstreckt sich auf den Zeitraum von 600 v. Chr. bis zum 19. Jahrhundert.

#### (Soziale) Merkmale
Dieser Gesellschaftstyp kam durch die Entwicklung der Städte zustande. Als weiteres Merkmal ist hier zu nennen, dass die Gesellschaft der Schrift mächtig war. Innerhalb der traditionellen Staaten herrscht eine sehr stark ausgeprägte Ungleichheit bzgl. des Wohlstandes. Traditionelle Staaten werden von Monarchen (zunächst oft Priesterkönigen – vgl. Hydraulische Gesellschaft) beherrscht. Durch die entwickelte Zentralgewalt entstand die Bezeichnung „traditionelle Staaten“.
Zudem erhielten Wissenschaft und Künste einen Aufschwung. Anhand dieser Merkmale werden diese Gesellschaften auch "Zivilisationen" (civilizations) genannt. Die meisten der traditionellen Staaten werden auf Grund der Größe, der Eroberungen und der Einverleibung anderer Völker (Millionen von Menschen), auch „Reiche“ genannt. Beispiele hierfür sind China, Mesopotamien, Persien oder das Römische Reich.
Als Unterschied zu den anderen Gesellschaftsformen muss hier angeführt werden, dass der traditionelle Staat der erste historische Gesellschaftstyp war, in dem sich ein großer Teil der Bevölkerung nicht direkt mit der Herstellung von Nahrung beschäftigte, jedoch die Landwirtschaft die Grundlage des Wirtschaftssystems bildete. Der Handel und die Güterproduktion konzentrieren sich auf Städte. Die traditionellen Staaten zeichnen sich durch ein sehr kompliziertes Berufssystem aus, zudem verfügen die traditionellen Staaten über einen ausgebildeten Regierungsapparat, an dessen Spitze ein Kaiser, oder ein König steht. Die Menschen wurden in Stände (aristokratische Gruppen u. a. m.) eingeteilt (vgl. Sozialstruktur). Das Verschwinden der traditionellen Staaten lässt sich nach Giddens durch die Industrialisierung begründen.

#### Die Maya
Ein Beispiel für einen traditionellen Staat wären die Maya, die dritte amerikanische Zivilisation. Sie lebten von 300 n. Chr. bis 800 n. Chr. auf der Halbinsel Yucatán im Golf von Mexiko. Die Maya waren bekannt für ihre prachtvollen religiösen Zentren, gebaut aus Stein, in Form von großen Pyramiden, welche von ihren Wohnhäusern umgeben waren. Beherrscht wurden die einfachen Bauern von den angesehensten Personen der Gesellschaft: den Krieger-Priestern. Sie waren die religiösen Würdenträger und militärischen Anführer zugleich.

### Gesellschaften der Ersten Welt

#### Zeitraum
Gesellschaften der Ersten Welt bestehen seit dem 18. Jahrhundert und reichen bis in die Gegenwart. (Weiter zurückgreifende Datierungen beziehen hier die lombardischen Stadtstaaten (Venedig, Genua), Portugal oder die Niederlande ein.)

#### (Soziale) Merkmale
Die Gesellschaften der Ersten Welt entstanden durch den
Kolonialisierungsprozess. Sie beruhen auf der industriellen Produktion und der Marktwirtschaft. (Weiter zurückgreifende Datierungen beziehen hier den Merkantilismus, sowie stehende Heere und Kriegsflotten ein.) Die Menschen der Ersten Welt wohnen sowohl in kleineren, als auch in größeren Städten. Die Landwirtschaft wird nur noch von einem sehr geringen Teil der Bevölkerung betrieben.
Als weiteres Merkmal sind hier die Klassenunterschiede zu erwähnen. Im Vergleich zu den traditionellen Staaten sind diese jedoch geringer.
Die Regierungsform der Ersten Welt beruht weitgehend auf einem parlamentarischen Mehrparteiensystem. Beispiele für Länder der Ersten Welt: 'westliche' Nationen, Japan, Australien und Neuseeland.

### Gesellschaften der Zweiten Welt

#### Zeitraum
Die Gesellschaften der Zweiten Welt entstanden nach der Russischen Revolution 1917 und hatten bis Anfang der 1990er Jahre Bestand.

#### (Soziale) Merkmale
Eines der wichtigsten Merkmale der Zweiten-Welt-Gesellschaft ist die industrielle Basis und ein zentralgeplantes Wirtschaftssystem ("Zentralverwaltungswirtschaft"). Ein abnehmender Teil der Bevölkerung hat in der Landwirtschaft gearbeitet. Das Leben der meisten Menschen spielte sich zunehmend in den Städten ab.
Auch in diesem Gesellschaftstyp sind große Klassenunterschiede festzustellen. Zweite-Welt-Gesellschaften sind politisch abgegrenzte Gemeinschaften oder Nationalstaaten (bis 1989 bestanden sie aus der Sowjetunion und Osteuropa). Seit 1989 haben die sozialen und die wirtschaftlichen Veränderungen das System der Zweiten-Welt-Gesellschaft in eine freie Marktwirtschaft umgewandelt und sie somit zu Gesellschaften der Ersten Welt gemacht.

### Gesellschaften der Dritten Welt

#### Zeitraum
Die Gesellschaften der Dritten Welt entstanden zumeist im 18. Jahrhundert in "kolonisierten" Gebieten und bestehen auch heute noch. (Beispiele älterer Staaten sind z. B. Äthiopien, Nepal oder Thailand.)

#### (Soziale) Merkmale
Mit dem Begriff "Dritte Welt" sind allgemein die weniger entwickelten Gesellschaften gemeint. Kennzeichen der Dritte-Welt-Gesellschaften sind Armut – vor allem in den ländlichen Gebieten, fehlende Schulbildung, Substandard-Wohnungen, Benachteiligung der Frauen und eine niedrige Lebenserwartung.
Viele Gesellschaften der Dritten Welt befinden sich in Gebieten, die früher von Kolonialmächten regiert wurden. Die Gesellschaften der Dritten Welt waren lange Zeit an die Industrieländer gekoppelt. Der Handel mit den westlichen Ländern hat sie geprägt. Sklavenhandel war in den Gesellschaften der Dritten Welt oft üblich.
In den Gesellschaften der Dritten Welt sind die meisten Menschen in der Landwirtschaft tätig. Dies ist oft schwer, weil die Menschen von Dürreperioden oder Überflutungen geplagt werden. Ein Teil der landwirtschaftlichen Produkte, welche durch traditionelle Produktionsmethoden gewonnen werden, wird auf dem Weltmarkt abgesetzt (cash crops). Nicht alle Länder der Dritten Welt haben einen gleichen Aufbau, so verfügen einige über ein marktwirtschaftliches System, während andere Zentralverwaltungswirtschaften sind. Alle Länder der Dritten Welt sind jedoch politisch abgegrenzte staatliche Gemeinschaften (bei Giddens communities) oder Nationalstaaten.
In den letzten Jahren haben sich die Bedingungen der Entwicklungsländer eher verschlechtert als verbessert.

#### Indien
Ein Beispiel für ein Land der Dritten Welt ist Indien. Indien wurde von Großbritannien kolonialisiert. Nach dem Zweiten Weltkrieg erlangte Indien zwar die Unabhängigkeit, jedoch zerfiel es in zwei Teile: das eigentliche Indien, in welchem der Hinduismus vorherrscht und das islamische Pakistan.
In Indien ist noch heute ein Drittel der Bevölkerung in der Landwirtschaft tätig.

### Schwellenländer
Schwellenländer werden auch als "neue industrialisierte Länder" bezeichnet. Als Beispiele führt Giddens Brasilien und Mexiko in Lateinamerika, Hongkong, Singapur und Taiwan in Ostasien an (S. 66). Schwellenländer gehörten vor ihrem "Aufstieg" zu den Gesellschaften der Dritten Welt. Die größte Anzahl der Menschen lebt nun in den Städten, die Landwirtschaft hingegen gerät in den Hintergrund.
Schwellenländer zeichnen sich durch enorme Klassenunterschiede aus – meist sind diese höher als in den Gesellschaften der Ersten Welt.

### Quelle
Anthony Giddens, "Soziologie", Nausner und Nausner, 1999, 2. Auflage/>